# Malmberget, Hedesunda

Malmberget är en by i Hedesunda socken, Gävle kommun. Byn finns i området Bodarna, Hedesunda. Någon form av gruvdrift torde ha funnits här.[källa behövs]